# Non sento quasi più
Non sento quasi più è il primo album della band italiana Devocka, pubblicato dall'etichetta indipendente CNI e distribuito da Venus dischi nel maggio del 2006.

## Il disco
Il disco è stato registrato presso il Natural Head Quarter Studio di Ferrara da Manuele Fusaroli e masterizzato da Gigi Battistini.

## Tracce
1. Noise VS
2. Marzo
3. Il tuo credo
4. L'eco del tempo
5. Modo d'essere
6. Vecchio bavoso
7. Controllo'
8. Dormidormidormi
9. Nota uniforme

## Formazione
- Fabio Igor Tosi - voce, chitarra, sintetizzatore
- Francesco Bonini - basso
- Ivan Mantovani - batteria
- Matteo Guandalini - chitarra

### Ospiti
- Cora Marzola - voce in "Marzo" e "L'eco del tempo"